# Ganggrab von Neu Gaarz

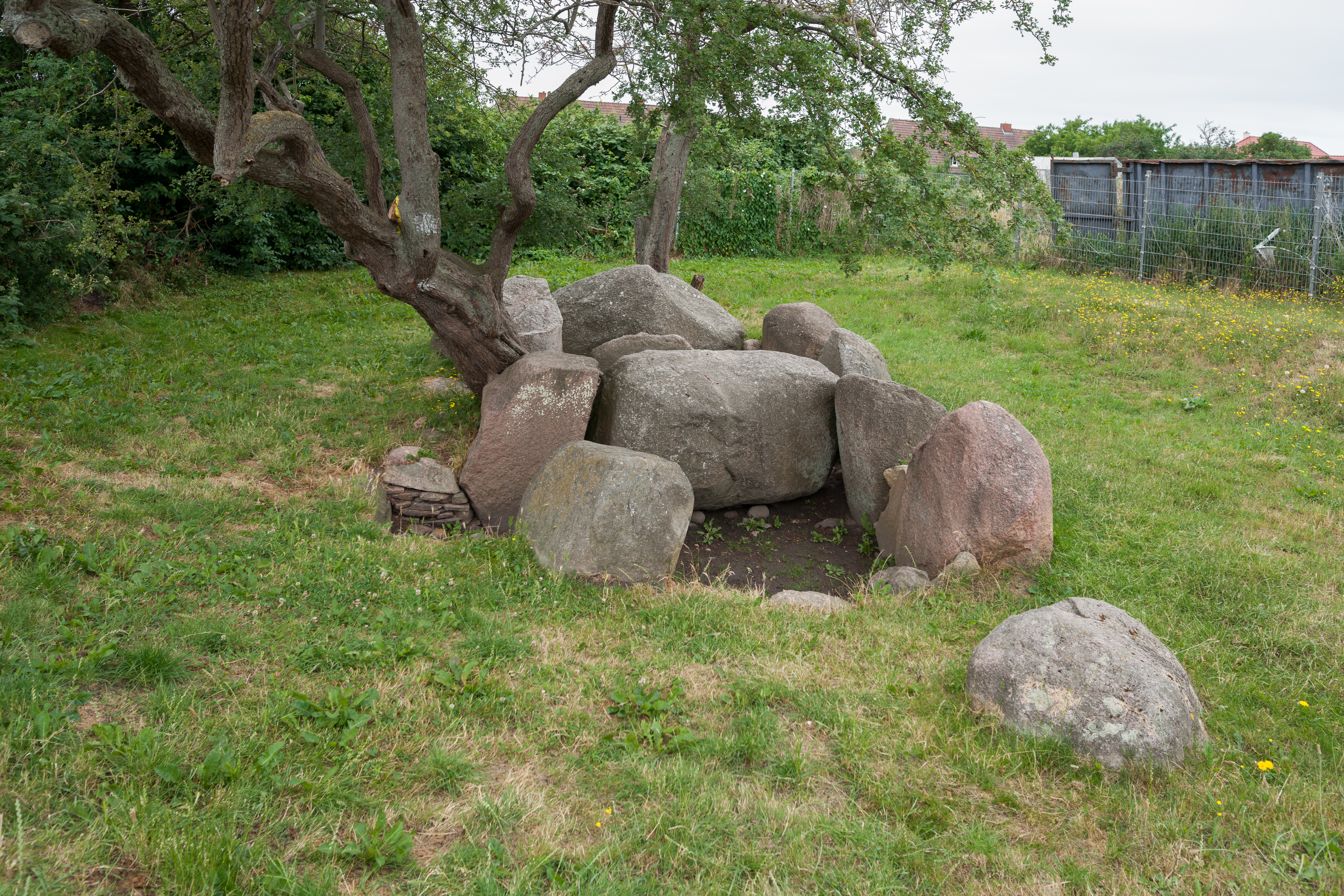
Ansicht von Osten

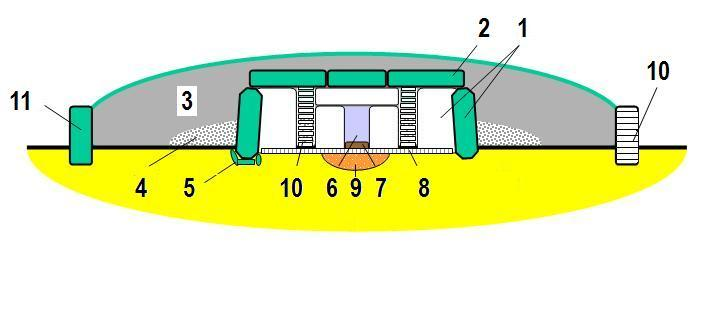
Schema Ganggrab (Querschnitt) 1=Trag-, 2= Deckstein, 3=Erdhügel, 4=Dichtung, 5=Verkeilsteine, 6=Zugang, 7= Schwellenstein. 8=Bodenplatten, 9=Unterbodendepots, 10=Zwischenmauerwerk 11=Randsteine

Beim Ganggrab von Neu Gaarz in der Gemeinde Rerik im Norden des Landkreises Rostock in Mecklenburg-Vorpommern handelt es sich um einen nordost-südwest orientierte Megalithanlage (ohne Gang) mit der Sprockhoff-Nr. 325. Die im Rollsteinhügel gefundene Anlage entstand zwischen 3500 und 2800 v. Chr. als Megalithanlage der Trichterbecherkultur (TBK). Sie liegt im Wohngebiet an der Straße „Zum Dolmen“ in Rerik-Ost. Das Ganggrab ist eine Bauform jungsteinzeitlicher Megalithanlagen, die aus einer Kammer und einem baulich abgesetzten, lateralen Gang besteht. Diese Form ist primär in Dänemark, Deutschland und Skandinavien sowie vereinzelt in Frankreich und den Niederlanden zu finden.

## Beschreibung
Die Anlage war in den Boden eingetieft (was auf ein höheres Alter deutet) und liegt in einer Senke. Elf Tragsteine sind noch vorhanden, vier fehlen. Die Decksteine sind in die Kammer verstürzt oder fehlen. In der Mitte der südsüdöstlichen Langseite befindet sich der Bereich, der den Zugang zur Kammer darstellen sollte. Die 1,3 m hohe, 9,5 m lange und 2,0 m breite Kammer des Großsteingrabes ist außergewöhnlich groß (nur das Großsteingrab von Qualitz ist größer) und weicht durch den fehlenden steinernen Gang von den Ganggräbern ab. Stattdessen wurden im Gangbereich die Spuren von je vier Holzpfosten gefunden. Ewald Schuldt hat in Mecklenburg nur sehr wenige derartige Anlagen gefunden, die er hilfsweise „Portalgräber“ nannte, was jedoch mit den Portal tombs der Britischen Inseln kollidiert, die von gänzlich anderer Bauart sind. In etwa baugleiche Anlagen finden sich dagegen in der Provinz Drenthe in den Niederlanden, wo sie auch als „Portaalgraf“ bezeichnet werden.
Die Anlage hat neun Quartiere. Das sind die meisten unter den etwa 100 Anlagen, die Ewald Schuldt ausgegraben hat. Die Diele besteht aus Rollsteinen, Rotsandsteinplatten, geglühtem Feuerstein und Lehmestrich. Auf einem der Decksteine der Kammer sind drei Schälchen eingearbeitet. Die archäologische Untersuchung durch Ewald Schuldt im Jahre 1967 ergab, dass die sehr fundreiche Anlage durch die Träger der Kugelamphorenkultur nachgenutzt wurde. 
Neben Holzkohle fanden sich 26 Scherben, 48 Bernsteinperlen (davon sechs doppelaxtförmig), 41 Querschneider, 25 Klingen, zwölf Flachbeile, zwölf Schlagsteine, elf Schmalmeißel, sieben dicknackige Beile, fünf Klingenkratzer, vier Schüsseln, vier doppelkonische und drei tonnenförmige Gefäße, zwei Hohlmeißel, zwei Kugelamphoren und eine Amphore.